# Martín Buzzi
Martín Buzzi (Comodoro Rivadavia, Chubut, 6 de marzo de 1967) es un politólogo y político kirchnerista argentino. Entre 2011 y 2015 se desempeñó como gobernador de la provincia del Chubut.

## Biografía

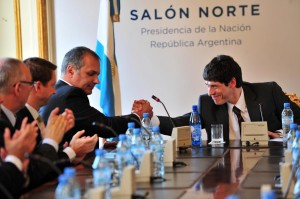
Buzzi junto al jefe de gabinete Juan Manuel Abal Medina.

Buzzi nació en Comodoro Rivadavia el 6 de marzo de 1967. Es hijo de un pequeño emprendedor que brindaba servicios al sector petrolero y de una docente y tiene un hermano y una hermana. Está casado con Carolina Shanahan con la que tiene dos hijos, Mateo y Santiago.
Luego de cursar sus estudios primarios y secundarios en diversas escuelas públicas de su ciudad, Buzzi viajó a Buenos Aires para cursar su carrera superior. Se recibió de licenciado en Ciencia Política egresado de la Universidad del Salvador, con un doctorado en la misma disciplina cursado en la Universidad de Belgrano.
Al culminar sus estudios regresó a la provincia del Chubut, donde ejerció la docencia y fue investigador en la Universidad Nacional de la Patagonia San Juan Bosco. Durante la intendencia de Marcelo Guinle fue secretario de Desarrollo Social de la Municipalidad de Comodoro Rivadavia.
Tras ese primer paso por la función pública, volvió al ámbito de la investigación, formando el Grupo Productivo, desde el cual se enfocó en el estudio de políticas para el desarrollo regional.

## Ministro e intendente
En 2003 fue convocado para desempeñarse como ministro de Producción provincial.
Desde ese puesto, impulsó un programa de desarrollo comarcal, consistente en la división de la provincia en cuatro regiones productivas y el surgimiento de emprendimientos productivos y cadenas de valor en cada una de ellas, a partir de las inquietudes y posibilidades reales de sus pobladores. Esta experiencia tuvo repercusión internacional y fue expuesta en diversos ámbitos del exterior de la Argentina como un caso de estudio.
Asimismo, impulsó la internacionalización de las empresas chubutenses, con una agresiva política comercial hacia el exterior y un fuerte impulso a la mejora de la logística para incrementar la competitividad. Como resultado de estas políticas, Chubut se transformó en la quinta provincia argentina de mayor volumen de exportaciones.
En 2007 fue elegido intendente de Comodoro Rivadavia. Su mandato se caracterizó por profundas transformaciones de carácter institucional, convirtiendo a Comodoro en una de las primeras ciudades del país en implementar los presupuestos participativos, mediante los cuales los propios vecinos deciden el destino de los fondos públicos para obras.
Asimismo, creó una serie de organismos descentralizados como una manera de dar cabida al sector privado, académico y de organizaciones de la sociedad civil en las decisiones sobre diversos ámbitos de gobierno.
En línea con las ideas que forjó en sus años como académico y como ministro de la Producción, Buzzi impulsó una serie de iniciativas tendientes a desarrollar en Comodoro actividades productivas alternativas a la tradicional explotación del petróleo. Así, la ciudad se transformó en pionera en investigación oceanográfica mediante la creación del Centro del Mar y diversos convenios de cooperación internacional.
La gestión de Buzzi como intendente también impulsó la construcción de dos grandes obras de infraestructura relacionadas con la diversificación productiva, en este caso, relacionadas con la idea de convertir a Comodoro en un gran destino de congresos y convenciones y dotar a la ciudad de ámbitos de esparcimiento para sus habitantes, los cuales históricamente nunca se habían desarrollado dado su carácter de asentamiento utilitario para la industria petrolera. Se trata del Predio Ferial y el Centro Cultural de Comodoro Rivadavia.
Otro aspecto innovador de la intendencia de Buzzi fue la implementación de los programas Conectándonos al Futuro y Pioneros del Mundo Digital, que convirtieron a Comodoro Rivadavia en una de las primeras ciudades argentinas en entregar netbooks a los alumnos de las escuelas, aún antes de que se instituyeran programas nacionales a tal efecto.

## Elecciones a gobernador
En julio del 2010, Buzzi lanzó su candidatura a gobernador de Chubut para las elecciones que se realizaron el 20 de marzo de 2011,
La fórmula que encabezaba, junto a Gustavo Mac Karthy, como candidatos del Gobernador saliente, Mario Das Neves resultó elegida en dichas elecciones, pero luego de varias denuncias del FPV, partido cuyo candidato, Carlos Eliceche, se había ubicado segundo por un pequeño porcentaje de votos, se volvió a votar el 30 de mayo en seis mesas de cuatro distritos electorales, cuatro de Comodoro Rivadavia, uno de Puerto Madryn y otra de Camarones.
Finalmente, Buzzi fue elegido sucesor de Das Neves. Buzzi declaró su alineamiento con el gobierno nacional y con el Frente para la Victoria.

## Gobernador del Chubut
Buzzi asumió sus funciones el 10 de diciembre de 2011, siendo el primer comodorense en llegar al cargo en 50 años. Luego del reñido proceso electoral, su asunción incluyó un fuerte llamado a la unidad.
Uno de los ejes principales de su gestión es el relacionado con la diversificación productiva -algo que en lo que ya había avanzado durante su período como intendente de Comodoro Rivadavia- de manera de terminar con la tradicional matriz económica dependiente del petróleo. Asimismo, enfocó parte de sus esfuerzos en la reparación histórica con las zonas afectadas por la explotación petrolera, a las cuales asignó mayor cantidad de fondos para infraestructura a partir de la sanción de una Ley Provincial de Hidrocarburos y la consecuente renegociación de los contratos de concesión.
Esta norma significa una mayor captación de renta, que se distribuye entre los municipios y el Estado Provincial, el cual a partir de estos fondos inició un ambicioso plan de infraestructura.
En materia de educación, la gestión Buzzi impulsó el Transporte Educativo Gratuito, que abarca a los estudiantes, docentes y auxiliares de todos los niveles y establecimientos de la provincia, en lo que fue calificado como "una ampliación de derechos e igualación de oportunidades en materia educativa".
Asimismo, se focalizó en la jerarquización de los recursos humanos del sector. Así, por primera vez en más de una década, se titularizaron centenares de cargos docentes y se creó una escuela de conducción educativa para la provincia.
Igual enfoque llevó a cabo en el área de salud, donde por primera vez en años se firmó un Convenio Colectivo de Trabajo para el sector. Asimismo, impulsó la creación de la carrera universitaria de Medicina en la Universidad Nacional de la Patagonia San Juan Bosco como una forma de paliar el déficit de profesionales del sector y la construcción de dos hospitales de alta complejidad.
Uno de los ejes más innovadores de su gestión de gobierno se dio en materia de seguridad, donde impulsó la creación de los denominados Centros de Encuentro, basados en la experiencia de los parques biblioteca de Medellín, que sirvieron para reducir las tasas de violencia en zonas críticas. Estos Centros, ubicados en las cinco ciudades más grandes de Chubut fueron pensados como espacios para la expresión artística y deportiva de los jóvenes y como lugares de presencia del Estado en barrios postergados, siendo así una fuerte herramienta de prevención del delito a través de la recomposición del tejido social y la creación de oportunidades para los jóvenes.
Buzzi considera al narcotráfico el origen de diversas problemáticas relacionadas con la seguridad y, como parte de lo que planteó como una lucha a fondo en la que es necesario dar el ejemplo, se sometió a exámenes clínicos para detectar el uso de drogas y ordenó a sus colaboradores a hacer lo propio.
Como parte de esta estrategia de seguridad, emprendió una profunda reforma de la Policía del Chubut, no sin enfrentar diversas resistencias. Actualmente, la fuerza se encuentra en un proceso de transformación profesional y comenzó a implementarse el modelo de patrullaje por cuadrículas con positivos resultados.
Su gestión también priorizó el acceso a la vivienda por parte de la población y gracias al trabajo conjunto con el Gobierno de la Nación, los municipios, los sindicatos, cooperativas y el sector privado desarrolló la mayor ejecución de obras de toda la historia de Chubut.

## Presidente de la OFEPHI
Su mandato como gobernador coincide con la presidencia de la Organización Federal de Estados Productores de Hidrocarburos (OFEPHI). Desde ese rol, impulsó la recuperación de YPF para el Estado argentino y las provincias.
Buzzi fue el primer gobernador que revirtió concesiones a la empresa entonces controlada por la española Repsol iniciando así un proceso que culminó con la expropiación parcial de la compañía en mayo de 2012.
A partir de su renacionalización, YPF aumentó su producción alcanzando récords en Chubut, provincia en la cual también confirmó el hallazgo de hidrocarburos no convencionales que amplían las reservas y el horizonte productivo.

## Libros
Es coautor de "Patagonia Austral: Integración inconclusa y subdesarrollo inducido" (Homo Sapiens Ediciones, Rosario, 2000 ISBN 950-808-288-7).